# Беленький, Ефим Исаакович
Ефим Исаакович Беленький (25 мая 1912, Кричев Могилёвская губерния — 2 июля 1984, Пицунда, Грузинская ССР) — литературовед, литературный критик, первый руководитель литературного кружка в ОмГПИ. Участник Великой Отечественной войны. После войны работал в Омском педагогическом институте. В 1955 году защитил кандидатскую диссертацию и вскоре получил звание доцента. Написал несколько книг и массу журнальных и газетных статей о писателях-сибиряках, о связях с Сибирью А. М. Горького. Член Союза писателей СССР с 1969 года.

## Биография

### Детство и юность
Ефим Исаакович Асоян родился 25 мая 1912 года в г. Кричеве Могилевской губернии (ныне Республика Беларусь) в рабочей семье. Отец его умер в 1914 году, а мать после смерти главы семьи для содержания детей работала кухаркой, прислугой, на других работах. В 1922 году Ефима определили в Смоленский детский дом им. М. Калинина, в Смоленске же он и учился в средней школе, которую окончил в 1929 году и был в связи с этим отчислен из детдома. В 1930 году Е. И. Беленький поступил на филологический факультет Смоленского педагогического института, который окончил в 1933 году, и был оставлен для дальнейшего обучения в аспирантуре на кафедре литературы. В 1936 году Ефим Исаакович завершил обучение в аспирантуре (без защиты диссертации) и в этом же году был принят на должность заведующего отделением языка и литературы Смоленского института повышения квалификации кадров народного образования, где проработал до марта 1937 года. С апреля 1937 по октябрь 1939 года Е. И. Беленький исполнял обязанности доцента кафедры русской литературы Смоленского государственного педагогического института.

### Военные годы
В октябре 1939 года Ефим Исаакович был призван на действительную воинскую службу в ряды Красной Армии, службу проходил в составе 110-го стрелкового полка. На втором году службы его аттестовали на должность заместителя политрука. В армии Е. И. Беленький был принят кандидатом в члены ВКП (б). С началом Великой Отечественной войны Ефим Исаакович был назначен литературным работником дивизионной многотиражной газеты. В июле 1941 года, во время боев в Белоруссии он получил серьёзное ранение в спину и был направлен на лечение в эвакогоспиталь № 360, где пробыл до ноября 1941 года, а затем по заключению медиков был признан негодным к строевой службе и комиссован. В феврале 1942 года медицинская комиссия признала Е. И. Беленького годным к нестроевой службе, по мобилизации он был направлен в трудовую армию на Дегтярский медный рудник (Свердловская область), где был сначала рядовым трудармейцем, а затем — начальником цеха, по совместительству работал ответственным редактором многотиражной газеты «За большую Дегтярку» и местного радиовещания.

## Преподавательская и писательская деятельность
После окончания Великой Отечественной войны Ефим Исаакович возобновляет преподавательскую и литературную деятельность. В октябре 1945 года его зачисляют на должность старшего преподавателя кафедры литературы Омского государственного педагогического института им. Горького, где Е. И. Беленький проработал 28 лет до ухода на пенсию. В октябре 1955 года он защитил диссертацию на соискание ученой степени кандидата филологических наук «Темы деревни в произведениях А. М. Горького».
В июне 1959 года Ефим Исаакович был утвержден в ученом звании доцента кафедры литературы, а месяц спустя заведующим кафедрой, проработав в этой должности до октября 1965 года.
В августе 1973 года Е. И. Беленький ушёл на пенсию. Однако, будучи на пенсии, не порывал связи с трудовым коллективом кафедры и института, принимал активное участие в общественной жизни г. Омска, публиковал статьи по литературоведческой тематике в ряде периодических изданий г. Омска и области, других регионов Сибири.
Умер 3 июля 1984 года в г. Пицунде (Грузия), а похоронен в г. Омске на Ново-Еврейском кладбище.

## Основные работы
Е. И. Беленький был членом Союза писателей СССР с 1969 года. За многолетнюю работу на благо Родины неоднократно награждался медалями СССР — «За победу над Германией», «30 лет Вооруженных Сил СССР», «20 лет Победы в Великой Отечественной войне», «В ознаменование 100-летия со дня рождения В. И. Ленина», был удостоен почетного знака «Отличник народного просвещения». Ефим Исаакович был автором более чем 80 научных работ, книг, посвященных творческому наследию А. М. Горького, Л. Н. Мартынова, П. Л. Драверта, А. С. Сорокина, Г. А. Вяткина, входил в состав редколлегии сборников «Литературное наследие Сибири» и «Библиотека сибирского романа». Среди наиболее известных книг Е. И. Беленького — «Писатели моей земли» (Новосибирск, 1967), «Павел Васильев» (Новосибирск, 1971), «Горьковская тетрадь» (Новосибирск, 1972), а также автобиографические рассказы.

### Статьи и монографии
- Об анализе лирического стихотворения: Метод. письмо студентам-выпускникам филол. фак. / М-во просвещения РСФСР. Ом. гос. пед. ин-т им. А. М. Горького. — Омск : [б. и.], 1973. — 31 с.; 20 см.
- Тема деревни в творчестве А. М. Горького: Автореферат дис. на соискание ученой степени кандидата филологических наук / Моск. ордена Ленина и ордена Труд. Красного Знамени гос. ун-т им. М. В. Ломоносова. — Москва : [б. и.], 1955. — 15 с.; 20 см.
- Заметки об афоризмах М. Горького. — Омск : [б. и.], 1961 [вып. дан. 1962]. — 76 с.; 20 см. — (Ученые записки/ М-во просвещения РСФСР. Омский гос. пед. ин-т им. А. М. Горького; Вып. 15).

### Издания произведений
- Горький и Сибирь. — Омск : Обл. кн. изд-во, 1956. — 75 с.; 20 см.
- Горьковская тетрадь: [Лит. статьи]. — Новосибирск : Зап.-Сиб. кн. изд-во, 1972. — 286 с.; 20 см.
- Из сибирской тетради: Очерки и портреты. — Новосибирск : Зап.-Сиб. кн. изд-во, 1978. — 288 с. : ил., факс.; 21 см.
- На земле, жаждущей человека: Очерки и статьи. — Омск: Кн. изд-во, 1982. — 303 с.
- Писатели моей земли / Ред. Н. Яновский. — Новосибирск: Зап.- Сиб. кн. изд-во, 1967. — 177 с.

### Публикации в сборниках
- К юбилею литературоведа // Складчина. — 2002. — Июнь (№ 2). — С. 9.
- Сибирь в творчестве А. М. Горького // Литературный Омск: Сб. — Омск, 1955. — С. 171—198.
- Образ народа: Критич. очерк // Литературный Омск: Сб. — Омск, 1955. — С. 147—172.